# Objaw Hoovera (pulmonologiczny)
Objaw Hoovera – objaw rozedmy płuc, występujący najczęściej u pacjentów z zaostrzeniem przewlekłej obturacyjnej choroby płuc, polegający na zapadaniu się dolnej części łuku żebrowego podczas wdechu. Opisany został przez Charlesa Franklina Hoovera w latach 20. XX wieku. 